# Francesco di Giorgio Martini

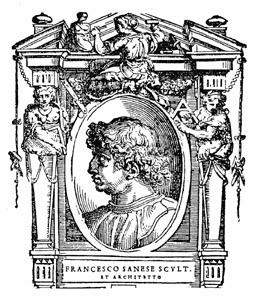
Francesco di Girgio Martini. Abbildung aus "Le Vite" von Giorgio Vasari (1568)

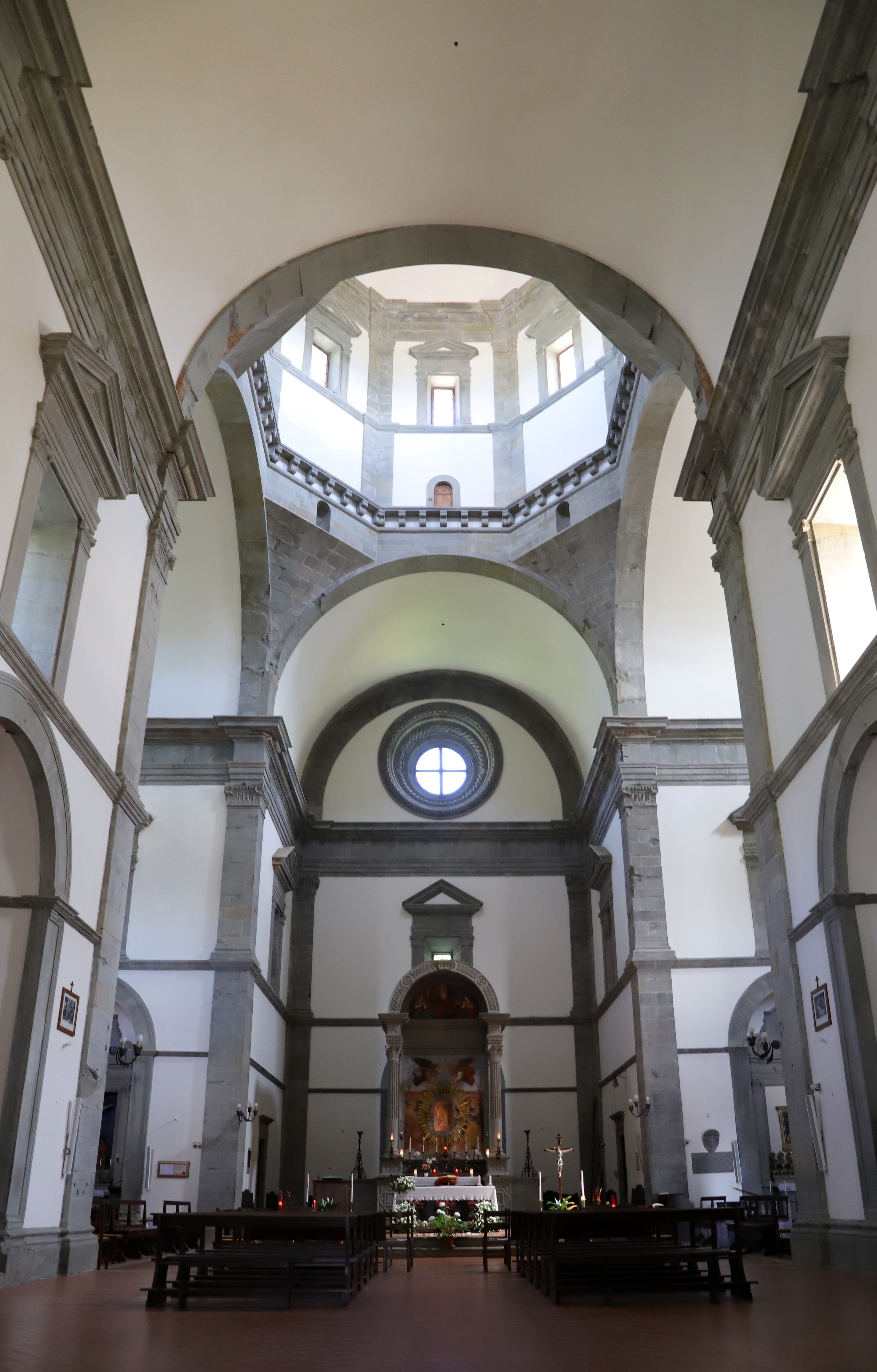
Santa Maria delle Grazie al Calcinaio bei Cortona

Francesco di Giorgio Martini (getauft am 23. September 1439 in Siena; † 1502 ebenda) war ein italienischer Bildhauer, Maler, Architekt, Ingenieur sowie Architekturtheoretiker.

## Leben
Die erste bekannte biographische Angabe über Francesco di Giorgio Martini ist das Datum und Ort seiner Taufe am 23. September 1439 in Siena.
Francesco di Giorgio wurde in der Malerei von Vecchietta ausgebildet. Anfangs war er in Orvieto und ab 1463 in Siena tätig, wo er mit untergeordneten dekorativen und konstruktiven Arbeiten, namentlich in Festungsbauten, beschäftigt war. Ab 1478 war er mit der Fertigstellung des Palazzo Ducale in Urbino betraut. In dieser Zeit entwarf er weitere Befestigungen für seinen Auftraggeber Federico da Montefeltro in und um Urbino. Er residierte dort als Hofarchitekt mindestens bis zum Tode Montefeltros im Jahr 1482.
Im Jahr 1490 erhielt er den Auftrag, das Modell für die Kuppel zum Mailänder Dom anzufertigen, welches 1493 von Giovanni Antonio Amadeo ausgeführt wurde.
Bei der Belagerung Neapels im Jahr 1495 soll er erstmals Minen erfunden haben.
Er starb 1501 oder 1502 in Siena und wurde dort in der Krypta der Basilica dell’Osservanza beigesetzt.
Francesco di Giorgio hat neben kleineren Schriften zwei Architekturtraktate hinterlassen, heute Trattato I (vermutlich 1478–1481) und Trattato II (um 1490), die in mehreren handschriftlichen Versionen überliefert und reich illustriert sind.
In der Bücherliste von Leonardo da Vinci wird Francesco di Giorgio da Siena erwähnt, was darauf hindeutet, dass Leonardo Werke von di Giorgio besaß.
Besonders sind bei Francesco di Giorgio Martini seine verschiedenen Arbeiten in nahezu allen Disziplinen der Kunst. Diese sind sowohl theoretisch als auch praktisch:
- Architektur – (profane, religiöse und militärische)
- Architekturtheorie – (eigene Traktate, sowie teilweise Übersetzung von Vitruvs De Architectura)
- Malerei – (vor allem religiösen Inhalts)
- Bildhauerische Werke

## Werke (Auswahl)

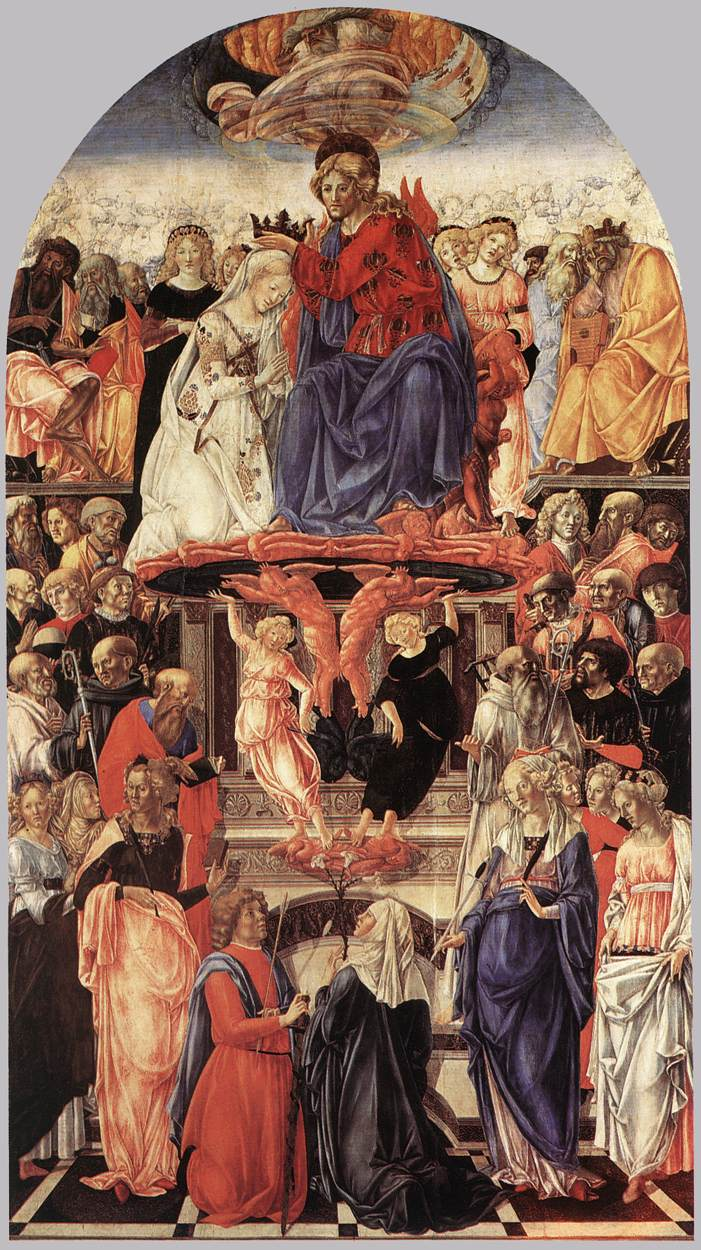
Krönung Mariens, Pinacoteca Nazionale di Siena, 1472–1473

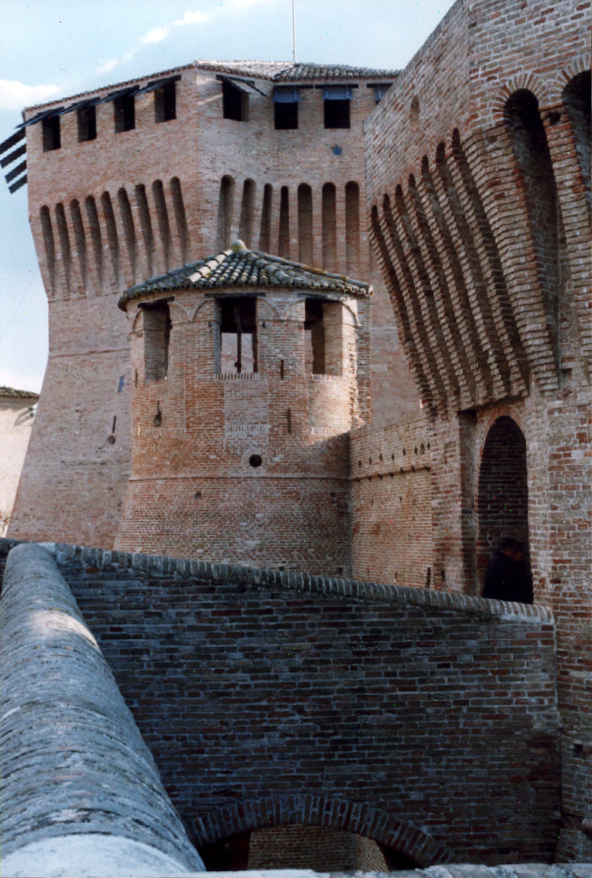
Rocca di Mondavio

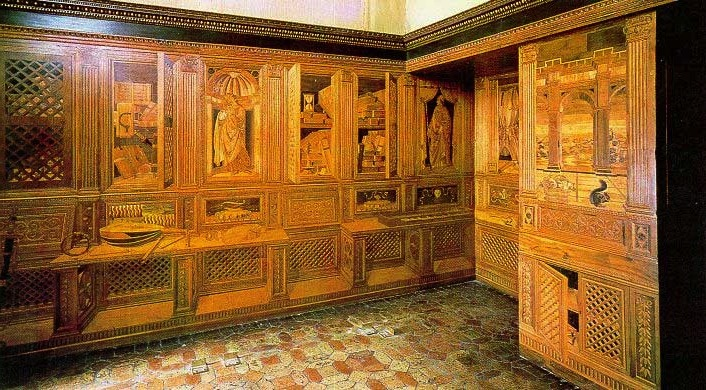
Studiolo Federicos da Montefeltro

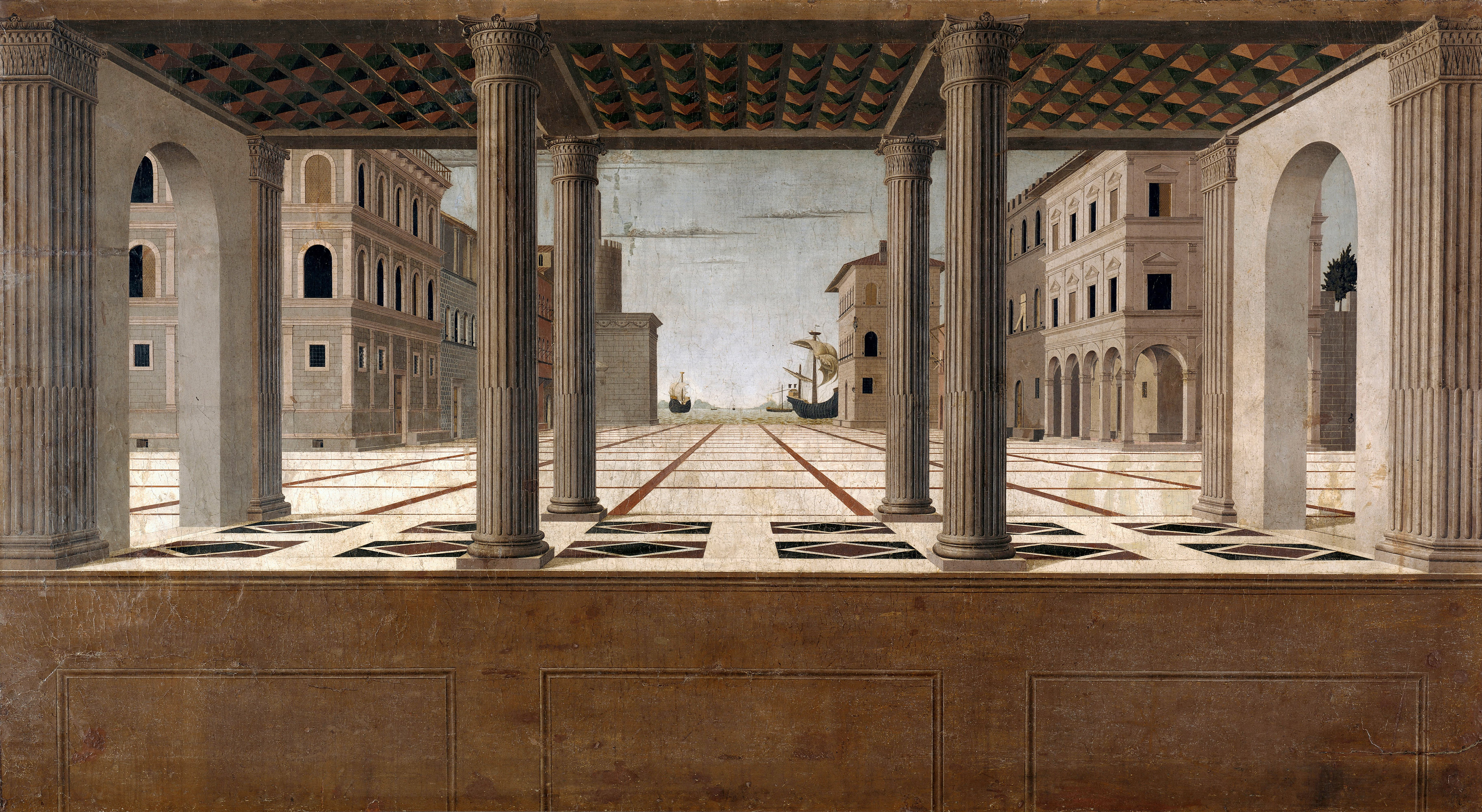
Architektonische Perspektive, Gemäldegalerie Berlin, ca. 1490–1500 (Autorschaft nicht gesichert)

- 1472–1473: Krönung Mariens, Pinacoteca Nazionale di Siena[4]
- um 1464–1478: Skizzenbuch, Vat. Urb. lat. 1757
- Ab 1478: Palazzo Ducale in Urbino (Weiterbau des von Luciano Laurana begonnenen Palazzo Ducale)
- 1478–1486: Rocca di Sassofeltrio (nicht erhalten)
- 1478–1486: Rocca di Tavoleto (nicht erhalten)
- 1480–1491: Kirche San Bernardino bei Urbino
- 1481: Rocca (Bergfestung) und Torrione (Stadtturm) in Cagli
- 1483–1485: Rocca di Mondavio
- 1483–1485: Rocca di Mondolfo (1894 zerstört)
- 1485–1515: Santa Maria delle Grazie al Calcinaio bei Cortona (stark verändert erhalten)[1]
- 1486–1498: Palazzo della Signoria in Jesi
- 1489–97: Vier Bronze-Skulpturen für den Hochaltar des Doms von Siena[1]

## Schriften
Trattati di architettura ingegneria e arte militare. Trattato I (vermutlich 1478–1481), Trattato II (um 1490), 2 Bde.
- Bald General Collection, Beinecke Rare Book and Manuscript Library, Yale University. Shailor, B. Catalogue of Medieval and Renaissance Manuscripts in the Beinecke Rare Book and Manuscript Library, MS 491, 1476–1477, (Digitalisat).
- sog. Codice Magliabechiano, Biblioteca Nazionale Centrale di Firenze (BNCF), Ms. II.I.141 (entspricht Tattatto II, um 1490) (Digitalisat).
- Cesare Saluzzo (Hrsg.), Tipographia Chirio e Mina, 1841 (books.google.de).
- Corrado Maltese (Hrsg.), Mailand 1967.